# Rozstaw rosyjski
Rozstaw rosyjski – rozstaw szyn, dla których odległość między wewnętrznymi powierzchniami główek szyn wynosi 1520 mm. Najbardziej rozpowszechniony w krajach byłego Związku Radzieckiego, Mongolii oraz w Finlandii (wersja 1524-milimetrowa). Rozstaw ten jest także stosowany na sieciach tramwajowych (głównie w Rosji).

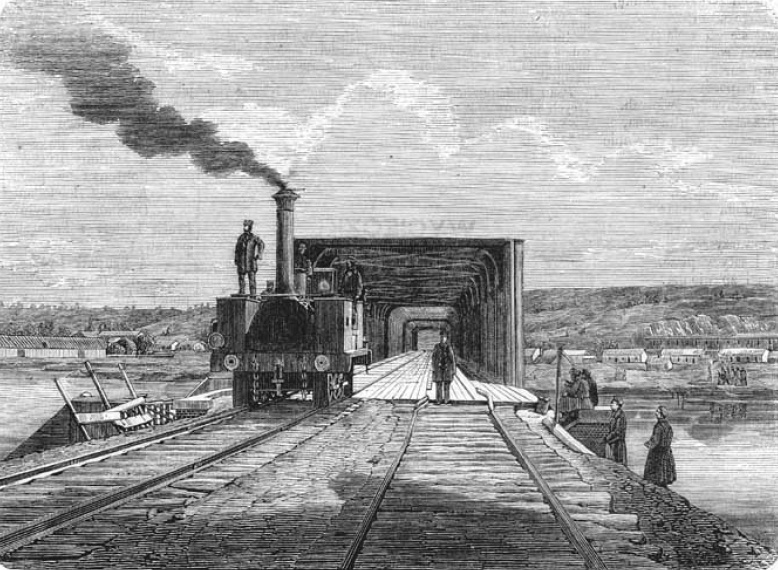
Most nad Niemnem koło Kowna na trasie Kolei Warszawsko-Petersburskiej (1864 rok)

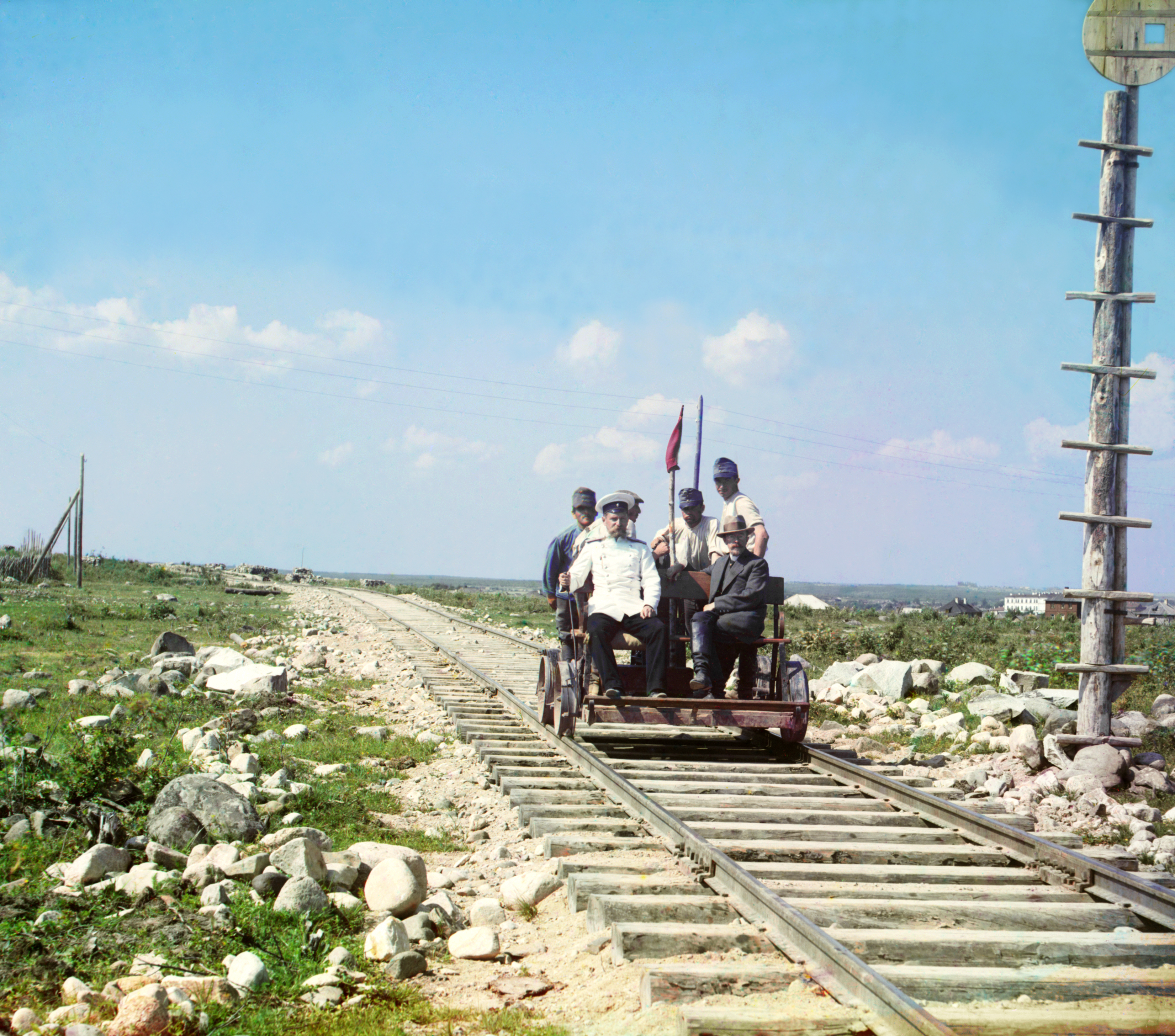
Drezyna na budowanej „Kolei Murmańskiej” (zdjęcie z okresu I wojny światowej)

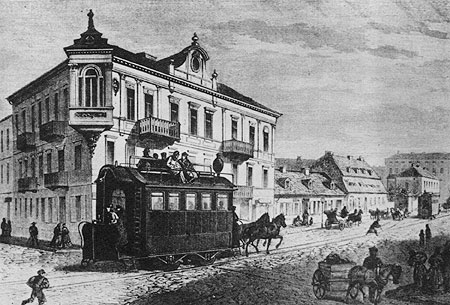
Wagon tramwaju konnego w 1867 roku na ulicy Marszałkowskiej w Warszawie

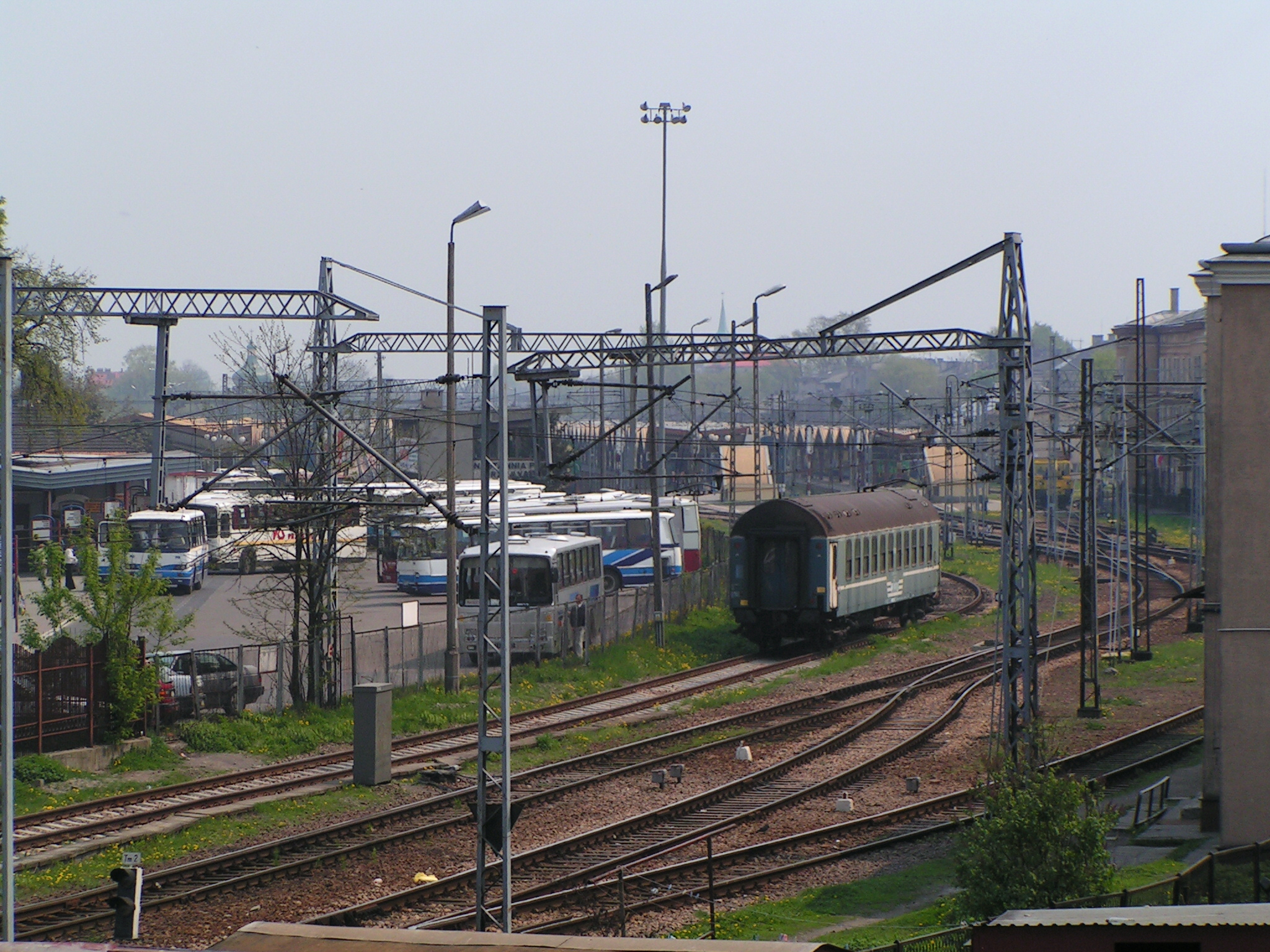
Polski wagon sypialny na torze 1520 mm na stacji Przemyśl Główny (2006)

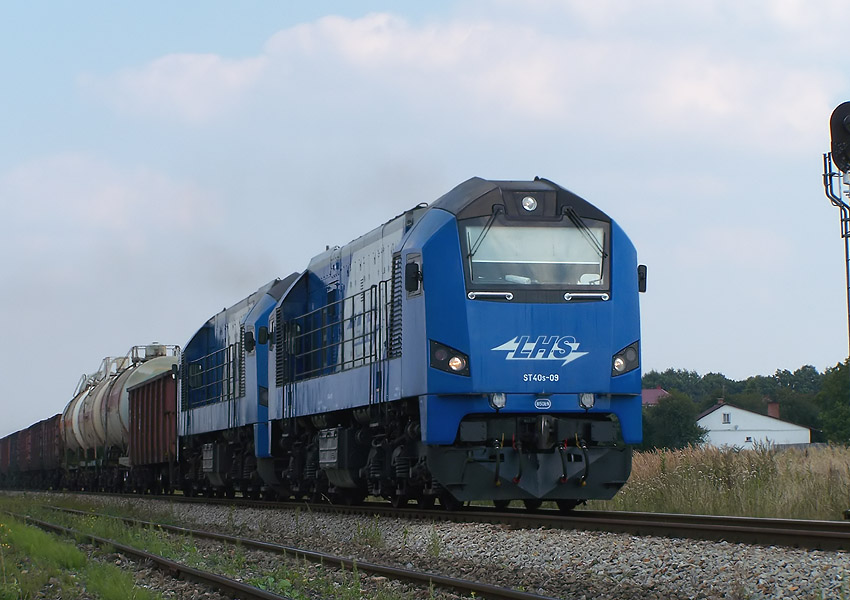
Pociąg spółki PKP LHS na linii kolejowej nr 65

## Historia
Początkowo dla tej kategorii rozstawu szyn obowiązywała szerokość 1524 mm. Po raz pierwszy została ona zastosowana na Kolei Nikołajewskiej (Николаевская железная дорога) z Petersburga do Kołpina, otwartej w 1847 roku. Była to pierwsza linia, na której odbywały się regularne przewozy w Cesarstwie Rosyjskim. W późniejszych latach rozstaw został zmodyfikowany i jako normę przyjęto 1520 mm.

### Kolej szeroka w Królestwie Polskim
Pierwsza linia kolejowa na terytorium Królestwa Polskiego, pomimo przyjętego standardu 1524 mm, została zbudowana w rozstawie normalnym. Była to Kolej Warszawsko-Wiedeńska otwarta w 1848. Koleje 1524-milimetrowe zaczęły dopiero powstawać w następnych latach, m.in. Kolej Warszawsko-Petersburska (1862), Kolej Warszawsko-Terespolska (1867), Kolej Nadwiślańska (1877), Kolej Warszawsko-Kaliska (1902). Mimo to, w międzyczasie uruchamiano odcinki normalnotorowe, jak było w przypadku Kolei Warszawsko-Bydgoskiej (1862). Po odzyskaniu przez Polskę niepodległości rozpoczęto proces ujednolicania sieci kolejowej, tak że ostatecznie do 1929 wszystkim szerokotorowym liniom kolejowym w kraju zmieniono rozstaw szyn na standardowy (1435 mm).

### Tramwaje w Warszawie
Na terytorium Królestwa Polskiego powstały dwie sieci tramwajowe, w Warszawie i w Łodzi (rok otwarcia: 1898). W 1918 po carskiej Rosji Rzeczpospolita odziedziczyła jeszcze sieć w Wilnie (rok otwarcia: 1893), jednak jedynie warszawska miała rozstaw szyn 1524 mm. Pierwszy tramwaj w stolicy ruszył w 1866 na trasie łączącej Dworzec Petersburski z Dworcem Wiedeńskim wraz z odnogami do Dworca Terespolskiego i Placu Grzybowskiego. Dodatkowo prowadzono również przewóz towarów specjalnie przystosowanymi do tego celu wagonami.
Podczas II wojny światowej warszawska sieć tramwajowa, jak i tabor uległy niemal całkowitemu zniszczeniu. Z tego co ocalało, 20 czerwca 1945 uruchomiono pierwszą linię o rozstawie 1524 mm na trasie Kawęczyńska – Wiatraczna. Sprowadzany z Berlina tabor mający wydatnie pomóc w przywróceniu kursowania tramwajów w całej stolicy miał jednak koła o rozstawie normalnym. W związku z tym zdecydowano się zmienić rozstaw szyn, a proces, który rozpoczęto jeszcze w 1945 roku ostatecznie zakończono w 1948 r.

## Teraźniejszość
Do dzisiaj ten rozstaw szyn jest używany na całej sieci kolejowej w Rosji, Mongolii oraz Finlandii. Oprócz tego stosują je wszystkie systemy metra w tych krajach oraz większość systemów tramwajowych.
Obecnie koleje o rozstawie szyn 1520 mm w Polsce można znaleźć głównie w pasie przygranicznym z krajami byłego Związku Radzieckiego. Jedynym wyjątkiem jest otwarta w 1979 roku Linia Hutniczo-Szerokotorowa ciągnąca się aż do Sławkowa w województwie śląskim. Ma ona za zadanie obsługiwać import oraz eksport towarów z Górnośląskiego Okręgu Przemysłowego na wschód.

### Wykaz linii szerokotorowych w Polsce
| Linia kolejowa | Nazwa linii                                       | Rozstaw |
| --- | ------------------------------------------------- | ------- |
| Linia kolejowa nr 57 | Kuźnica Białostocka – Gieniusze – Machnacz        | 1520 mm |
| Linia kolejowa nr 58 | Granica Państwa (Zubki Białostockie) – Waliły Las | 1520 mm |
| Linia kolejowa nr 59 | Granica Państwa (Svislac) – Chryzanów             | 1520 mm |
| Linia kolejowa nr 60 | Kobylany – Terespol                               | 1520 mm |
| Linia kolejowa nr 63 | Dorohusk – Zawadówka Naftobaza                    | 1520 mm |
| Linia kolejowa nr 65 | Granica Państwa (Hrubieszów) – Sławków LHS        | 1520 mm |
| Linia kolejowa nr 92 | Przemyśl – Medyka                                 | 1520 mm |
| Linia kolejowa nr 116 | Granica Państwa (Werchrata) – Kaplisze            | 1520 mm |
| Linia kolejowa nr 123 | Hurko – Krówniki                                  | 1520 mm |
| Linia kolejowa nr 124 | Medyka – Chałupki Medyckie                        | 1520 mm |
| Linia kolejowa nr 125 | Żurawica – Małkowice                              | 1520 mm |
| Linia kolejowa nr 205 | Wielewo – Anielin Gradowo                         | 1520 mm |
| Linia kolejowa nr 217 | Bogaczewo – Wielkie Wierzno – Braniewo            | 1520 mm |
| Linia kolejowa nr 446 | Terespol – Granica Państwa (Briest)               | 1520 mm |
| Linia kolejowa nr 450 | Kobylany – Wólka                                  | 1520 mm |
| Linia kolejowa nr 455 | Wólka – Kobylany                                  | 1520 mm |
| Linia kolejowa nr 614 | Żurawica ŻRB – Hurko                              | 1520 mm |
| Linia kolejowa nr 904 | Zaborze – Raniewo                                 | 1520 mm |
| Linia kolejowa nr 905 | Kowalewo – Bogdanów                               | 1520 mm |
| Linia kolejowa nr 912 | Zabłotczyzna – Oskierki                           | 1520 mm |
| Linia kolejowa nr 915 | Mikłaszewo – Planta                               | 1520 mm |
| Linia kolejowa nr 916 | Siemianówka – Wiącków                             | 1520 mm |
| Linia kolejowa nr 923 | Buchwałowo S – Buchwałowo Wschód                  | 1520 mm |
| Linia kolejowa nr 926 | Bocznica Straszewo S                              | 1520 mm |
| Linia kolejowa nr 927 | Bocznica Grzybowce S                              | 1520 mm |
| Kursywą zaznaczono linie wykreślone z ewidencji PKP PLK: przekazane w zarząd innym podmiotom, nieistniejące, nieczynne lub nieistniejące stacje będące niegdyś punktami krańcowymi linii. |                                                   |         |